# سمك باتاغونيا
سمك باتاغونيا بالأنجليزية: (Fish Patagonia) وتعد أسماك الباتاغونيا وجودها في المياه العذبة وتحديداً في باتاجونيا وهى منطقة تقع في تشيلي ومن قبيل المصادفة ولأن السمك الباتاغوني هو معروف في العديد من الأسواق الشيلية. لقد كان في شيلي ، في ثمانينيات القرن العشرين وأسطول من استراليا النازلي طويلة بواخر الركاب وجدت هذا غير معروف الأنواع بدأت صناعة التماس الأسواق لذلك. السمك كان أول حصاد قبالة من الساحل الجنوبي وشيلي تقريبا إلى القطب الجنوبي وأصبحت واحدة من أثمن أنواع الأسماك في العالم ومصائد الأسماك انتشرت من الشيلية المياه إلى جميع المحيطات في جميع أنحاء أنتاركتيكا.

## الحياة الدورية
السمك الباتاغوني يمكن أن تصل إلى عصر حوالي 50 سنة، أقصى طول من 2.2 متر وحوالي 120 كجم في الوزن. في النظام الغذائي بصفة رئيسية على الحبار، السمك وسرطان البحر والجمبري. الأسماك يتم تسويقها في المجمدة شكل من الأشكال ”جديدة“ مثل سمك القاروس هو دائما تقريبا ”منتعشة" المنتج (سمك مجمد تم إذابة) والأسعار في العالم آخذة في الارتفاع عام إلى الطلب على مستدامة معتمدة منتج يستمر بالضغط على الإمدادات. هذا أعلى السمك المسنن الفائدة أجبر المشترين للتنافس مباشرة مع الآسيوية المستوردين للمنتج، التي كانت سبباً في دفع في السوق.

## حول الباتاغوني
السمك الباتاغوني، هل أعماق البحار من أنواع الأسماك الموجودة في المياه الباردة (1-4 °C أو 34-39 °F) بين أعماق 45 m (148 قدم) و 3,850 m (12,631 قدم) في جنوب المحيط الهادئ ، الأطلسي و. الاسم العلمي هو (Fish Patagonia) وبعض الأسواق ومن المعروف أيضا تحت الأسماء التجارية كما ميرو، الشيلية، والسمك المسنن الباتاغوني، أنتاركتيكا وسمك السيبايس شيلي في الولايات المتحدة الأمريكية وكندا ؛ وميرو أوكوشيفي اليابان ، وفي فرنسا ، وفي أمريكا الجنوبية ، وفي ألمانيا. ونيرو في إيطاليا.